# Microrégion de la Serra do Teixeira
La microrégion de Serra do Teixeira est l'une des huit microrégions qui subdivisent le sertão de l'État de la Paraíba au Brésil.
Elle comporte 11 municipalités qui regroupaient 109 759 habitants en 2006 pour une superficie totale de 2 651 km2.

## Municipalités[1]
- Água Branca
- Cacimbas
- Desterro
- Imaculada
- Juru
- Manaíra
- Maturéia
- Princesa Isabel
- São José de Princesa
- Tavares
- Teixeira